# Vicente Alfonso Lorente

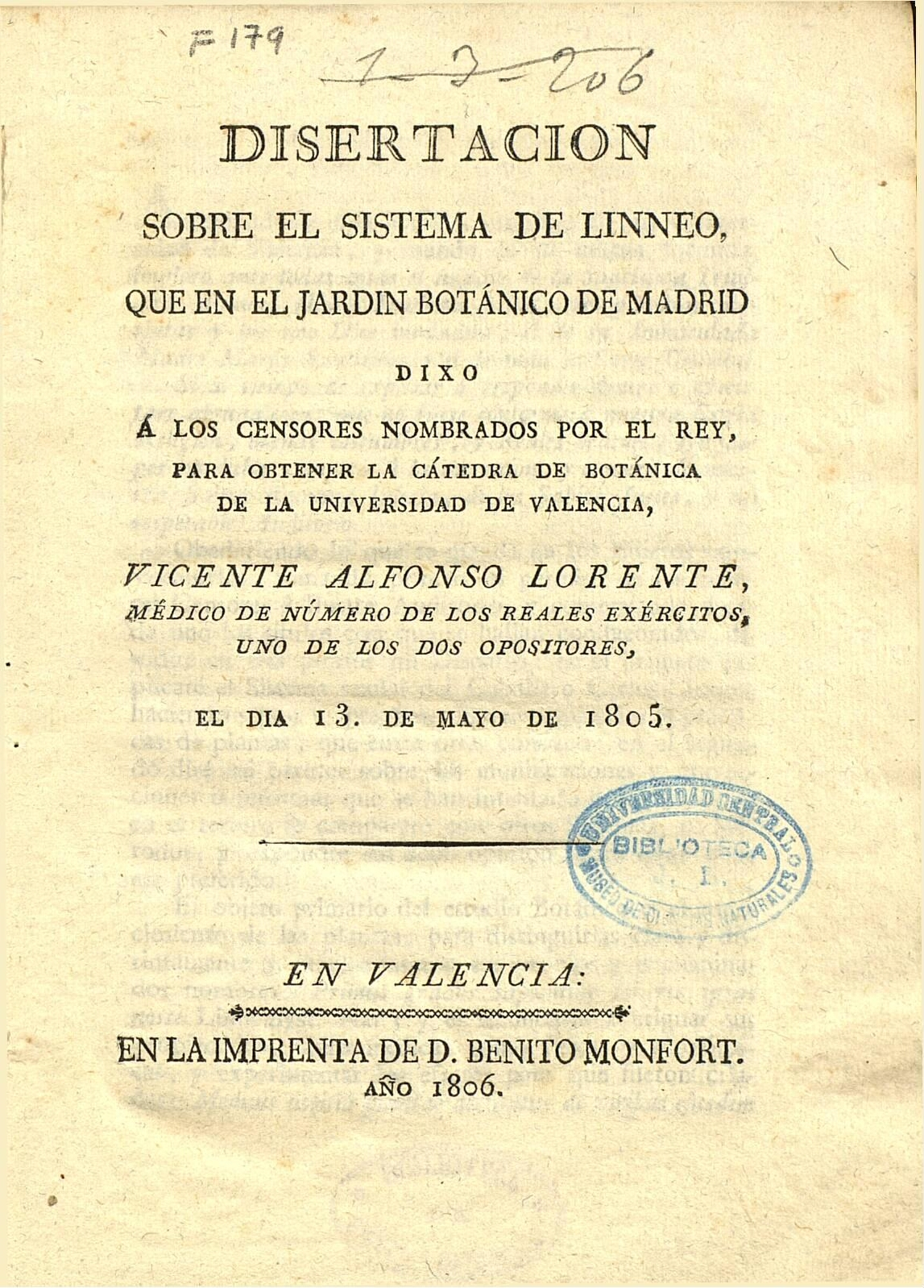
Disertación sobre el sistema de Linneo, que en el Jardín Botánico de Madrid dixo... Vicente Alonso Lorente, médico de número de los Reales Exércitos.... el día 13 de mayo de 1805, Valencia, 1806. Real Jardín Botánico.

Vicente Alfonso Lorente y Asensi (Jarafuel, Valencia, 22 de enero de 1758-Valencia, 1 de diciembre de 1813). Médico y botánico valenciano, catedrático de botánica en la Universidad de Valencia, organizó y enriqueció el Jardín Botánico de la ciudad, del que, además, fue director.

## Biografía

### Nacimiento y formación
Nació el 22 de enero de 1758, en Jarafuel (Valencia), siendo su padre Alfonso Lorente, oriundo de Jarque (Teruel) y de oficio jalmero, y su madre, Josefa Asensio, de la cual no hay constancia de donde nació. Fue bautizado el 24 de enero, por el padre dominico Francisco Belenguer, que lo hizo con licencia de Juan Bautista Saubá, rector de Jarafuel, y actuaron como padrinos Francisco Medina y María Villanueva, siendo sus abuelos paternos Tomás Lorente y María Ancón, y maternos, Francisco Asensio y María Ricos.
A los catorce años ingresó en la Universidad de Valencia donde comenzó a estudiar Filosofía, carrera menor similar a nuestra enseñanza media, y en los tres años que duraron los estudios acreditó probada capacidad para la lengua latina. Durante el último curso 1874-75 asistió a las explicaciones matemáticas del Dr. Gaspar Pérez Gómez. Terminados los estudios de filosofía se matriculó en la facultad de Derecho, donde sólo siguió dos cursos: de 1775 a 1777. En aquellos años en la Universidad de Valencia había cuatro facultades mayores, dos profesionales que eran derecho y medicina y dos eclesiásticas que eran teología y cánones; en 1806 el 39 % estudiaba carreras eclesiásticas de alguna manera pues la universidad era un institución al servicio de la Iglesia.
Tal vez por el auge que en Valencia adquirían los estudios botánicos o quizás la tendencia innata por las ciencias de observación y experimentales, Lorente abandonó los estudios de leyes y ese mismo año 1777, se matriculó en la facultad de Medicina, en cuya carrera estaba incluida en aquel entonces la Botánica. Cuatro años después, el 25 de mayo de 1781, obtuvo el título de bachiller en Medicina, y el 2 de julio del mismo año, obtuvo el de doctor en Medicina ambos con la honrosa calificación de “tamquam benemeritum valde condignum et nemine discrepante”.

### Carrera científica
En 1783 fue aprobado por la Subdelegación del Real Protomedicato, siéndole otorgada la licentia operandi. Cinco años más tarde, en 1786, opositó sin éxito a una de las cátedras médicas “de curso” presentando unas thesis abiertamente basadas en la obra de Andrés Piquer: Positiones Medicae ad menten clarissimi viri Andreae Piquerii, aunque para entonces ya estaba claramente interesado en la botánica y acababa de aparecer su Nova Generum Polygamiae classificatio, dedicada a facilitar la clasificación de las especies pertenecientes a la clase Polygamia del sistema de Linneo. En 1788 publicó un folleto polémico acerca de «la yerba llamada Pentaphyllum», es decir, de la planta medicinal "Cincoenrama". Un año más tarde fue comisionado por el Jardín Botánico de Madrid para herborizar en el reino de valencia y luego en el de Murcia, mereciendo su labor un cálido elogio en la segunda edición del Curso elemental de Botánica(1795) de Casimiro Gómez Ortega.
En aquellas fechas, las constituciones de cada una de las universidades españolas eran tan distintas, tanto respecto a la manera de estudiar cada carrera como al número de facultades como al modo de proveer las cátedras, la expedición de títulos, etc. Con tal motivo, la autoridad real publicó varios decretos tendentes a centralizar la autonomía que disfrutaba cada universidad y a uniformar los estudios, y uno de ellos es una R. O. de 1770 mandando a los claustros presentar un plan de estudios conforme con las necesidades de cada universidad. En la Universidad de Valencia la R. O. de 1770, comenzó a cumplirse catorce años después, o sea en tiempos del rector frey Vicente Blasco García. Entre las distintas disposiciones del plan Blasco, que comenzó a observarse a partir de 1787, estaba la referente a la oposición a la cátedra, en la que se exigía al aspirante una especie de grado previo, llamado candidatura, así como la de establecer cátedras temporales por tres años y mediante oposición, con objeto, lo primero, de probar la suficiencia del aspirante a cátedras perpetuas, y lo segundo, de tener un plantel escogido que sirviera en lo sucesivo para obtener buenos profesores ya ejercitados.
Poco tiempo después comenzaron a anunciarse las oposiciones para varias cátedras temporales y, entre ellas, la de botánica, que firmó Lorente el 11 de febrero de 1788, comenzando los ejercicios el 10 de junio y, una vez ultimados, se procedió a la votación, resultando nombrado por mayoría de votos Raimundo Muñoz, siguiéndole en número Lorente.
Tenía entonces Lorente treinta años; en plena juventud, con impulsivo carácter y con un espíritu combativo e inmediatamente protestó por la votación, haciéndolo también su maestro, don Tomás Vilanova Muñoz Póyanos(1737-1802), que indirectamente había intervenido en el asunto, y llevando sus gestiones primero hasta el Ayuntamiento y luego al Real Acuerdo, entonces se entabló entre ambos la consiguiente polémica, si bien fracasó en su empeño, y el doctor Muñoz continuó tranquilo al frente de su cátedra por el momento, pues el 23 de noviembre del mismo año o sea un mes después de abierto el curso acudió al claustro quejándose de que un estudiante llamado Josef García le mortificaba con preguntas, réplicas y discusiones sobre los ejercicios que hizo Muñoz en el examen y que esto era motivo de bromas y burlas por parte de los alumnos. El profesor Lorente no cejó en su empeño y llegó el momento en el cual el agraciado no pudo defenderse de los argumentos con que le atacaba Lorente, viéndose obligado, si bien algunos años más tarde, a solicitar otra cátedra.
Por este tiempo el doctor Lorente desempeñaba una plaza de médico titular de las Reales Cárceles de Corte, Torres de Serranos. Con la nueva organización que por entonces se dio a los Jardines Botánicos, especialmente al de la Corte, se crearon treinta plazas de comisionados o correspondientes del mismo en provincias, siendo agraciado nuestro Lorente con una de ellas en 1789.
Asimismo el caballero Intendente (autoridad provincial ) le encargó la honrosa comisión de hacer una colección de semillas para Rusia, cuya colección, ordenada y clasificada con arreglo al sistema de Linneo, y compuesta de 200 especies distintas, presentó a dicho señor.
Habían pasado los tres años de vigencia que tenía la cátedra temporal de Botánica que antes hemos aludido, y se publicaron los edictos para proveerla nuevamente mediante oposición. La Junta de Patronato de la Universidad, visto lo ocurrido la primera vez, creyó conveniente modificar los ejercicios, reduciéndolos a dos, y suprimiendo el tercero, que era el práctico o de determinación de plantas, causa y origen de las cuestiones que se siguieron entonces. Esta vez Vicente Lorente se presentó a las oposiciones cuyos ejercicios comenzaron el 14 de febrero de 1791 y la votación se llevó a cabo el 3 de marzo siguiente en la que le salió elegido por mayoría obteniendo la anhelada cátedra temporal de Botánica la cual comenzaría a desempeñar al curso siguiente.
En 1793 se le nombra médico de los Reales Ejércitos, su biógrafo Fuster atribuye este nombramiento como recompensa de la colección de semillas con destino a Rusia aunque no está claro que fuese así otros autores creen que se en los graves sucesos del 1793 (la Revolución Francesa) fueron muchos los médicos que se ofrecieron como tales para servir al ejército entre ellos Alfonso Lorente y si bien el gobierno no llegó a destinarle a las operaciones de guerra le concedió el título de médico de los Reales Ejércitos
En 1795 fue nombrado correspondiente del Real Jardín Botánico de Cartagena, con cuyo director, don Agustín Juan y Poveda, al cual le unían lazos de amistad, a pesar de que alguien sostiene fueron siempre enemigos.

### Lucha y enfrentamientos por la cátedra titular
Transcurrido el plazo de tres años que debía desempeñar la cátedra temporal de Botánica, y habiéndose de proveer por nueva oposición, volvió o presentarse Lorente, obteniendo la cátedra en abril de 1795 para tres años más, al cabo de los cuales volvió a obtenerla en 1798, pero no pudo terminar este trienio que llegaba hasta el 1801 debido al Real decreto de 20 de abril de 1799 y Real orden de 22 de enero de 1800, en la que se establecía la enseñanza de la medicina y cirugía en Colegios especiales quedando suprimidas de las universidades a excepción de la de Santiago; pero revocadas aquellas órdenes por la del 18 de marzo de 1801, y restablecidos los estudios médicos a la universidad, ese mismo día se ordenó a D. Tomas de Vilanova y D. Vicente Alfonso Lorente y Asensio que se reincorporaran a sus clases y la Junta de Patronato sacó nuevamente a oposición la citada cátedra temporal de Botánica, ganándola Lorente nuevamente por cuarta vez consecutiva.
Un año después, o sea en 1802, falleció el doctor don Tomás Vilanova, que era el titular de las cátedra perpetuas de Botánica y Química, y el Ayuntamiento publicó los edictos para proveer la vacante, anunciando las oposiciones. Lorente solicitó ser admitido en ellas, y al propio tiempo pedía no se considerasen como dos cátedras, con un profesor para Química y otro para Botánica (como, al parecer, insinuaba el Ayuntamiento), sino que fuese un solo catedrático para ambas disciplinas, como había sido hasta entonces. De acuerdo con esta petición, en octubre de ese año la Corporación municipal publicó los edictos, pero una Real orden del Consejo de 7 de marzo del año siguiente mandaba suspender dichos edictos hasta nueva providencia, y otra del 19 de julio del mismo año disponía que, en lo sucesivo, y para ejercer la enseñanza de la Botánica, los empleos de profesor que vayan quedando vacantes, se provean por la primera vez en los sujetos más beneméritos que la hayan atendido en el Jardín Botánico de Madrid. Esto era algo esperado pues D. Antonio José Cavanilles ya venía defendiendo esta posición desde hacía tiempo y dado que el 16 de junio de 1801 había sido nombrado único director y catedrático en el Jardín Botánico de Madrid y que desde la subida al poder de Godoy en 1792 contaba con muy buenas relaciones en las altas esferas gubernamentales ya que era uno de los pocos científicos partidarios del "Príncipe de la Paz", lo que hizo que encontrase suficiente apoyo para acometer una reforma completa en la enseñanza de Botánica, y de aquí nació la Real orden que acabamos de citar.
Por otra parte, el rector de la Universidad de Valencia, don Vicente Blasco, partidario también de Godoy y que por lo tanto también gozaba de mucha influencia en la Corte, y maestro que había sido de Cavanilles, a quien profesaba un afecto extraordinario, parece que le ayudaba en esta empresa, pues de este modo lograba cercenar las atribuciones de la Junta de Patronato de la Universidad, que tal vez no aceptarían de buen grado sus proyectos y quizás intentarán hacerle frente.
Publicadas, pues, estas Reales órdenes, hizo que el "Claustro de esta Universidad pensionase para estudiar en Madrid, y, por lo tanto, bajo la dirección de Cavanilles, al doctor don Vicente Soriano, quien de este modo adquirió un derecho indiscutible a la cátedra de Botánica, en perjuicio de Lorente.
Poco después finaliza el cuarto trienio de la cátedra temporal de Botánica que ocupaba Lorente; vuelve a sacarse a oposición por tres años más, y entonces se presenta de nuevo Lorente, y además como contrincante el doctor Soriano, que se apresuró a hacer valer el derecho de sus estudios en el Botánico de Madrid. Pero Lorente, que, como hemos dicho, poseía un espíritu tenaz y combativo, se apresuró en defender lo que consideraba como suyo a fuerza de disfrutarlo durante varios trienios consecutivos, e inmediatamente envió una exposición al rey Carlos IV, solicitando se le reconociera derecho preferente. Pero Lorente, que, como hemos dicho, poseía un espíritu tenaz y combativo, se apresuró en defender lo que consideraba como suyo a fuerza de disfrutarlo durante varios trienios consecutivos, e inmediatamente envió una exposición al rey Carlos IV, solicitando se le reconociera derecho preferénte, y otra al Ayuntamiento, pidiendo se verificaran las oposiciones, sin perjuicio de lo que S. M. resolviera.
Durante la tramitación de este asunto, Blasco había solicitado al rey que la cátedra pasase a ser perpetua y que además se le concediese a Vicente Soriano sin necesidad de oposición por ser "único inteligente y aficionado". Solo la primera de las dos peticiones de Blasco fue atendida por el rey, la de transformar dicha cátedra en perpetua" y a los pocos R.O de José Antonio Caballero del 31 de octubre se comunicaba que el rey accedía a transformarla en perpetua pero que debía de sacarse a concurso y que el ejercicio debía de realizarse en el Jardín Botánico de Madrid.
Allá que fue Lorente para cuyo examen se preparó su célebre obra “Dissertatio de Systemate Linneai, habita in horto botanico Matritensi botánicos academia Valentinae”, esta disertación sobre el sistema de Linneo era una impugnación a los reformadores del sistema de Linneo y en particular a Cavanilles que leyó delante de los censores reales el 13 de mayo de 1805, con la que obtuvo la cátedra. Esta elección nos deja ver el carácter de Vicente Alfonso Lorente que tuvo la osadía de ir a Madrid a criticar a su enconado opositor Cavanilles, no sabemos si el hecho de que este hubiese muerto el 5 de mayo de 1804 es decir, un año antes del examen, pudo influir en esta actitud y en la obtención de dicha cátedra.
El caso es que el 15 de julio de 1805 Lorente, mediante un oficio dirigido al corregidor y a la Junta del Patronato del Ayuntamiento de Valencia comunicaba una real célula de su majestad por la que se le nombraba catedrático de botánica...”por resolución el 3 de noviembre de 1804 erigió en perpetua la cátedra temporal de botánica, con 4.000 reales de vellón anuales... he nombrado teniendo presente la censura de los examinadores a Vicente Alfonso Lorente, sin perjuicio para los sucesivo, del Patronato de aquella ciudad”. El 21 de junio de 1805 llega la noticia al Claustro de la Universidad de Valencia por lo que quedó enterado de que con fecha 16 de junio de que S.M. había nombrado a Lorente catedrático perpetuo de Botánica el 30 de septiembre se informa al claustro general y el 22 de diciembre se nombra José Soriano diarista de la universidad y Vicente Alfonso Lorente cuidador del archivo del claustro de Medicina.(1)
El 22/03/1806 pronunció un discurso de apertura del Jardín Botánico con una bella disertación de más de 20 páginas en la cual contradice nada menos que a Linneo, acto seguido cuando Lorente se encarga de la dirección del Jardín Botánico se encontró que este tenía un aspecto deplorable, bien fuera debido al poco tiempo que hacía que se había trasladado al sitio que ocupaba o bien por la desidia del encargado hasta entonces, hasta el extremo de que en los 16 cuadros destinados a escuelas no existían más que 322 especies, algunas de ellas espontáneas y muchas ni aún eran especies sino variedades de otras existentes, así lo indicó Lorente en el informe que hizo en unión con el Dr. Tomás Tatay. Con la ayuda del rector Blasco consiguió fondos de la universidad y una importante subvención del ayuntamiento con los que se puso manos a la obra en reorganización de dicho Jardín, instalando lo necesario para en la mitad del terreno adquirido organizar bajo el sistema de Linneo, con sitios adecuados para la siembra con su sistema de riego, dispuso de un local adecuado para la Cátedra, para semillero, herbario y vivienda para el jardinero, y demás necesidades de un jardín al que se le quería dotar de cierta importancia.
Algunos días después el 31/05/1806 presentó al claustro un reglamento para el régimen del Jardín Botánico fijando especialmente los derechos y deberes de los empleados así como los perfiles que debían de reunir los elegidos, esto volvió a contrariar al rector que pretendía colocar a una determinada persona como jardinero mayor que no reunía las condiciones para el puesto, pues desde 1806 desempeñaba este cargo con carácter de alumno-ayudante del profesor D. José Palacián, quien ya había desempeñado el mismo cargo en el Botánico de Madrid, el 7/01/1808 solicitó que dicha plaza se obtuviese por oposición y el Claustro denegó la petición Palacian y dijo que necesitaba solo un jardinero económico y laborioso aunque no fuera científico, así que nombró a Ramón García de forma interina y le encomendó las obligaciones que se habían impuesto a este cargo con fecha del 31 de mayo de 1806, esto volvió a enfrentar a Lorente con el claustro y el rector Fray Blasco García y dio lugar a una serie de protestas, y quejas que Lorente su candidato Palacian recurrió a la Junta de Patronato (Ayuntamiento) la cual resolvió el 20 de enero de 1808 destituir al nombrado por el Claustro y que el jardín siguiera gobernándose por Lorente y Palacián hasta que dicha junta proveyese dicha plaza en propiedad, que se amonestase al rector por oficio la extrañeza de la Junta por lo ocurrido, y ordenándole que en lo sucesivo se abstuvieran él y el Claustro de tomar acuerdos contrarios, la universidad de valencia dependía exclusivamente del Ayuntamiento y que hasta el año 1827 no pasó a depender del estado, la Junta de Patronato de la Universidad estaba integrada por altas personalidades del Ayuntamiento y era el organismo supremo por debajo de ella estaba el Claustro de profesores que con su rector a la cabeza.
Al secretario de la Junta de Patronato, D. Joaquín Mascarós Segarra le pareció poco esta amonestación o llamada al orden al rector y pretendió que el sindico procurador general, encartase a la universidad por un delito de usurpación de facultades del Patronato, no la pudo llevar a cabo como consecuencia de las voces más templadas de los regidores D. Rafael Pinedo y D. Vicente Ferrando que impusieron el criterio más cuerdo de esperar a oír lo que tuvieran que decir a su favor el Rector y el Claustro antes de llevar el asunto por vía judicial.
El rector y Claustro contestaron exigiendo su libertad para disponer del Jardín y del jardinero, y pidiendo que fuera reintegrado en su empleo el Ramón García, como condición precisa para poder seguir tratando armónicamente el asunto, a lo que el Patronato no accedió por lo que quedaron enfrentadas la Junta y el Claustro con su rector al frente, ya que ninguna de las dos partes quería ceder y ente esta situación el Claustro reclamó ante la Real sala de lo Civil de la Audiencia de Valencia y el expediente lo llevó en la escribanía de Cámara de D. Joaquín Bonet y Lleó y el 17 de marzo de 1808 D. Lorenzo Villel notificó al claustro la providencia en la cual se mandaba reponer en el cargo de jardinero a Ramón García dándole así la razón al Claustro. Ahí podía haber quedado zanjado el asunto si a Lorente no se le hubiera ocurrido negarse a entregarles las llaves del Jardín Botánico en el primer día de trabajo de esta persona, volvieron a cruzarse oficios Fray Blasco y Lorente hasta que por fin el rector le amenazó con proceder severamente contra él por delito de desobediencia y solo de esa manera pudo someter al impetuoso profesor.
Hasta la Real Sociedad de amigos del País, de la cual era entonces director el Marqués de Valera, se mezcló en este asunto, apoyando a Lorente de una forma indirecta, y el 24 de agosto de 1808 dirigió un oficio al claustro, firmado por el mismo directo y por el secretario D. Vicente Vergara donde decían que entre las plantas exóticas con las que aquella Sociedad procuraba el enriquecimiento de la agricultura en este Reino, según sus Estatutos, le había merecido particular cuidado por las ventajas que prometían a la patria el "añil" y la "mimosa nilotica", y que esta segunda se cultivaba por especial encargo del Príncipe Almirante, su protector, a quien se le había notificado que prosperaba en el Jardín Botánico; que siendo que el encargado hasta entonces de su cultivo, don Vicente Alfonso Lorente había comunicado a la Real Sociedad que no podía seguir en este encargo, por una determinación del Claustro, se veían obligados a manifestar el particular interés que les merecían estas plantas y el peligro que corrían si no estaban cuidadas por sujeto idóneo.
Como se ve, quedaba enfrentado Lorente nada menos que con el rector y con todo el Claustro de profesores, si bien lo apoyaban el Ayuntamiento, la Junta de Patronato, la ciudad y la Sociedad
Económica de Amigos del País.
La ciudad, en vista de lo sucedido, quiso quitarle a la Universidad el gobierno del Jardín Botánico, por lo que el 23 de enero de 1808, pidió al rey que para el sostenimiento de dicho Jardín se señalase el fondo fijo de cuarenta y cinco mil reales, pagaderos de los cien mil reales sobrantes de las rentas de la Universidad, y fuese gobernado por la Junta de Patronato y un protector, que podía ser el Arzobispo de Valencia; aunque al día 4 del mes siguiente se editó una Real Orden firmada por D. Pedro Ceballos en la cual se comunicaba, que esta petición era denegada, y que el gobierno del Jardín debía continuar como hasta entonces.
No faltó quien dijo que Lorente aspiraba a erigirse en señor absoluto de los dominios del Jardín, aunque no en perjuicio de éste, a decir verdad, y lo cierto es que ello era debido al calor y entusiasmo que sentía por el Botánico, al cual dedicaba todos los afanes de su vida, como lo demuestran los hechos que quedaron bien patentes, ya que en vísperas de producirse la invasión francesa, el Jardín llevaba una vida próspera y resplandeciente y comenzaba a señalarse como uno de los más importantes.
Durante estos dos años de disputas y tensiones el Jardín Botánico creció y cogió lustre Lorente se puso en contacto con los demás Jardines Botánicos del país y de las colonias e instó a los demás profesores a que contribuyeran a la repoblación del mismo aportando plantas y semillas, y aún a pesar de la oposición que encontró por parte del Claustro tuvo tiempo de hacer estudios de botánica aplicada como los referentes al "añil" y a la “Mimosa nilótica”, habiendo constancia de que en 1808 el referido jardín se encontraba en muy buenas condiciones para la enseñanza tanto teórica como práctica, cultivándose en él multitud de especies tanto del país como extranjeras, unas traídas en diferentes remesas de América por varios comisionados del Gobierno, y otras adquiridas en otros jardines particulares como el que tenía el arzobispado en Puzol y con el que había tenido una excelente relación y colaboración durante todo su vida profesional y como el mismo reconoce habiendo aprendido mucho de su director Fray Constantino de Castellote y habiendo la organización de dicho jardín conforme al sistema de Linneo y convertido en el preferido por Gómez Ortega.

### Incursión francesa en España
Aunque todo ello se vino abajo a partir de los acontecimientos acaecidos a partir del 2 de mayo de 1808 y de la renuncia por parte de Fernando VII de la corona de España a favor de Napoleón donde el 28 de junio el General Moncey bombardeo el Jardín causándole innumerables daños poco después se comenzaron a obras de fortificación de la ciudad, a las que diariamente debían de acudir los estudiantes, unos por la mañana y otros por la tarde, anotándose como falta a clase el incumplimiento de esta obligación.
En abril de 1809 la Universidad organizó un batallón donde se alistaron de 1253 estudiantes ( hay que tener en cuenta que el n.º de estudiantes en 1805 era de 1501 y en 1806 había 1017 y en 1813 el número había descendido a 753, estas cifras nos dan una idea de la predisposición de la juventud universitaria a luchar contra el invasor, pues bien de los 1253 alistados 1236 lo hicieron al arma de artillería y 117 al de fusileros dicho batallón se puso bajo las órdenes de D. Joaquín María Escribá como comandante y se dividió en 5 compañías de, eligiéndose como capitanes de cada una de ellas a los catedráticos José Antonio Sombiela, Felipe Benicio Navarro, Vicente Alfonso Lorente, José Pizcueta y Donday y Vicente Daudier. También aquí volvió haber enfrentamientos entre el Rector y dichos capitanes ya que el Claustro pretendía intervenir hasta en los detalles más ínfimos, coartando la iniciativa de los capitanes, que eran los que se entendían con la autoridad militar para llevarla a cabo, esto dio lugar a cuestiones interminables que hizo que la formalización se retrasara hasta el 13 de junio de 1806 que recibió el nombre de “Batallón 5º de voluntarios y 1º de la Universidad.”
En enero de 1812 el Mariscal Suchets entra en Valencia y una de las primeras acciones fue ordenar que los estudiantes pertenecientes a dicho regimiento fuesen encerrados en el Convento de Sto Domingo, desde allí serían trasladados al de San Antonio de donde saldrían con fecha de 25 de enero con dirección a Francia en condición de prisioneros. En esos días también fue detenido y encarcelado el Dr. Lorente y hubiese sido ajusticiado a no ser por un hecho casual y es que fue alojado en su casa, situada en la C/ Portal de Valldigna n.º 4, un médico del ejército invasor llamado León Dufour aficionado a la botánica, quien al ver los herbarios, las obras que constituían la biblioteca y las cartas y papeles que había en la casa despertó su interés y se informó de quien era Lorente y la suerte que había corrido procurando poner toda su influencia y medios a su alcance para obtener su libertad, quedando amigos sinceros de por vida.

### Después de su muerte
En 1813, tras la retirada del ejército francés, el Jardín quedó en un estado lamentable y el 1 de diciembre de ese mismo año murió Lorente según consta en el archivo de la iglesia de San Bartolomé de Valencia dejando viuda a Dª Tadea González y dos hijos Vicenta y Manuel. La Universidad intentó recuperar el jardín inmediatamente y lo puso en manos de José Paulí que poco pudo hacer para mantenerlo. Cuando el rey Fernando VII lo visitó en 1815, sólo se cultivaban en él hortalizas y legumbres.
Tras la muerte de Lorente la enseñanza de botánica en Valencia fue impartida a muy bajo nivel por diversos profesores entre ellos Vicente Soriano al cual habían intentado colocar a comienzos de siglo, las intrigas caciquiles del rector Blasco y Cavanilles, la situación empezó a cambiar cuando en el 1829 se hizo cargo de la enseñanza José Pizcueta y Donday, bajo cuya dirección el jardín alcanzó su época más esplendorosa como Lorente se interesó por las plantas tintóreas y ensayó el cultivo del azafrán bastardo (Carthamus tinctorius).
Socio de Mérito de la Real Sociedad Aragonesa, y Correspondiente de la Real Academia médico-práctica de Barcelona, de la de Amigos del País de Valencia, D. Tomás Villanova le tenía por su discípulo predilecto, los distinguidos botánicos Hipólito Ruiz, Gómez Ortega, Barnades, Humboldt, Pavón, Bompland los dos Boutelou y otros muchos se honraban y le honraban con su amistad y colaborador eficaz en sus respectivos trabajos científicos; Ortega Gómez no contento con prodigarle elogios en una de sus obras, hizo todavía más escribió su nombre en el libro de la ciencia denominando con él (laurentea) un género de la familia de plantas Compuestas, a fin de que se recordase siempre a quien había mirado con especial interés el estudio de tan difícil grupo botánico. Fue profesor de Dr. Mariano Lagasca quien llegó a ser reconocido como primer botánico de nuestro siglo.

## Obra y publicaciones
Todos sus escritos tratan de asuntos botánicos, tres de ellos, quizás los más importantes están escritos en latín los demás en castellano, y se distinguen por su estilo sobrio, claro, natural y adecuado a los asuntos que tratan. Podemos clasificarlos en tres series: una comprende los destinados exclusivamente a la parte sistemática de la ciencia; otra, los pertenecientes a la botánica aplicada; y la tercera, los que no pueden tener cabida en las dos anteriores. Los de la primera serie son 4 y tiene por objeto dar a conocer el sistema sexual establecido por Carlos Linneo, facilitar la determinación de las plantas con arreglo a dicho sistema y defenderlo contra las múltiples innovaciones hechas por otros botánicos, especialmente por Cavanilles
En 1788. - «Reconvenciones al autor de la explicación de la hierba «Pantaphillón» en un examen de Botánica».
En 1792. — «Cien preguntas, y no más, hechas al autor de la crítica de la Botánica Valentina».
En 1792. — «Conclusiones impresas».
En 1796. — «Nova generum polygamiae classificatio» (Nueva clasificación de los géneros de la clase poligamia).
En 1797 y 1798. — Dos cartas dirigidas al Director del Jardín Botánico de Cartagena, atacando a Cavanilles y defendiendo a don Hipólito Ruiz de los ataques que aquel le hacía sobre cuestiones botánicas.
En 1798. - "Reflexiones sobre el discurso inserto en el diario de esta ciudad (Diario de Valencia) n.º 83 y 88
En 1799. — Systema Botanicum Linneano - Anomalisticum sive de anomalus plantarum quae in systemate Linneano observantur (En él perfecciona a Linneo en cuanto a la clasificación de algunas plantas )
En 1803. — Trabajo relativo al fruto de la piña-pera.
En 1803. — Descargos del doctor D. Vicente Alfonso Lorente a los cargos que le hizo d. Juan Sánchez de Cisneros, etc. sobre la observación del fruto de la Piñapera
En 1805. — Discurso leído en la apertura del nuevo Jardín de Valencia.
En 1805. — Dissertatio de Systemate Linnaei, habita in horto botanico Matritensi ad censores à Rege datos pro obtinenda Cathedra botánicos academia Valentinae, (13/05/1805
En 1807. — Relación del cultivo de la Indigofera Tinctoria en Valencia y la extracción del añil.
Fecha no disponible. - Celeberrimis botanicis Valentinis cum antiquis Petro Iacobo Stephano